# Роль рейтинговых агентств в ипотечном кризисе США
Роль рейтинговых агентств (англ. credit rating agency, CRA) в ипотечном кризисе связана с неверной оценкой рисков по ипотечным обязательствам, что стало одной из причин развития ипотечного кризиса в США и привело к полномасштабному финансовому кризису. Рейтинговые агентства — это компании, оценивающие долговые инструменты/ценные бумаги и возможности заёмщика по возврату средств кредиторам, сыграли значительную роль в развитии американского ипотечного кризиса, который в итоге привел к финансовому кризису. Новые инструменты и ценные бумаги «структурированного финансирования», использовавшиеся для финансирования ипотечных кредитов, не могли быть проданы на рынке без получения рейтингов «Большой тройки» рейтинговых агентств — Moody’s Investors Service, Standard & Poor’s и Fitch Ratings. Значительная часть рынка долговых ценных бумаг — паевые и пенсионные фонды — были ограничены в своих уставах приобретением только самых безопасных ценных бумаг, то есть бумагами, которым рейтинговые агентства присвоили наивысший рейтинг.
Транши долговых обязательств, которым агентства присвоили самые высокие рейтинги, включали более трех триллионов долларов кредитов покупателям жилья с плохой кредитоспособностью и доходами, не подтвержденными документально. К 2010 г. рейтинг этих ценных бумаг, получивших наивысший кредитный рейтинг, был понижен до статуса «мусорных», а списания и убытки составили более полутриллиона долларов.
Это привело к краху трех крупнейших инвестиционных банков — Bear Stearns, Lehman Brothers и Merrill Lynch в 2008—2009 годах, а также к покупке федеральным правительством США безнадежных долгов у проблемных финансовых институтов на 700 миллиардов долларов.

## Влияние на кризис
После начала ипотечного кризиса рейтинговые агентства стали объектом пристального внимания за присвоение инвестиционных («безопасных») рейтингов секьюритизированным ипотечным кредитам, выпущенных в виде ценных бумаг, обеспеченных ипотечными платежами (англ. mortgage-backed security, MBS) и обеспеченных долговых обязательств (англ. collateralized debt obligation, CDO), в основе которых лежали ипотечные кредиты высокорискованных категорий заёмщиков.
Спрос на подобные ценные бумаги стимулировался большим мировым пулом инвестиций с фиксированным доходом, объём которых удвоился с 36 триллионов долларов в 2000 году до 70 триллионов долларов к 2006 году, и низкими процентными ставками по конкурирующим бумагам с фиксированным доходом, что стало возможным благодаря политике низких процентных ставок Федерального резервного банка США на протяжении большей части этого периода. Высокие рейтинги стимулировали приток средств глобальных инвесторов в ценные бумаги, что способствовало образованию «жилищного пузыря» в США.

### Ценные бумаги, обеспеченные ипотечными платежами
Рейтинги имеют огромное значение при эмиссии обеспеченных ценных бумаг — обеспеченных ипотечными платежами и обеспеченных долговых обязательств, «производных CDO» (англ. CDO-Squared) и «синтетические CDO» (англ. Synthetic CDO), структура которых осложняла оценку рисков по сравнению с обычными кредитами.
Ранее традиционные ипотечные ценные бумаги, считавшиеся наиболее надежными, выпускались и гарантировались квазигосударственными (англ. Government-sponsored enterprise) компаниями Fannie Mae и Freddie Mac. Их безопасность не вызывала сомнений у консервативно настроенных управленцев. Нестандартные ипотечные ценные бумаги, выпускаемые частными корпорациями, включали в себя кредиты высокорискованных заёмщиков и не имели страхового покрытия от компаний Fannie Mae и Freddie Mac — в итоге это привело к тому, что эмитенты разработали новые методы формирования структуры ценных бумаг в целях получения высокий рейтингов. Новшеством стало объединение долговых обязательств должников с разным уровнем риска с последующей «нарезкой» будущих доходов — «приоритетные» транши, на которые обычно приходилась большая часть пула долговых обязательств, получали наивысший рейтинг AAА. Получение рейтингов инвестиционного класса позволяло приобретать подобные бумаги паевыми и пенсионными фондами, а также банками, желающими снизить требования к капиталу в соответствии с Базелем II.
В отчёте «Final Report of the National Commission on the Causes of the Financial and Economic Crisis in the United States» указывалось на то, что сложность анализа ипотечных кредитов, лежащих в основе новых финансовых инструментов, и приоритета траншей, а также исключительное положение «Большой тройки» рейтинговых агентств, способствовало укреплению роли рейтинговых агентств в качестве ключевых участников процесса выпуска новых финансовых инструментов. «Участники финансовой системы понимали необходимость получения благоприятных кредитных рейтингов для новых финансовых инструментов в целях их дальнейшей продажи широкому кругу инвесторов — поэтому инвестиционные банки платили большие гонорары рейтинговым агентствам за получение желаемых рейтингов».
По словам генерального директора Джима Каллахана (англ. Jim Callahan) из PentAlpha — одной из финансовой компании, «рейтинговые агентства были важным инструментом системы, потому что инвесторы, которым мы продавали облигации, не имели опыта в ипотечном бизнесе, и им требовалось независимое мнение по оценке рисков».
С 2000 по 2007 год агентство Moody’s присвоило почти 45 000 выпускам ипотечных ценных бумаг нависший кредитный рейтинг AAA, что составило примерно половину всех оценок, проведённых агентством Moody’s. Для сравнения, в США только шесть частных компаний получили этот высший рейтинг.
К декабрю 2008 года на долговом рынке США в обращении находились финансовые инструменты, связанные со сложной структурой ипотечных платежей, на сумму более чем 11 триллионов долларов.

#### Обеспеченные долговые обязательства
Рейтинговые агентства сыграли огромную роль при эмиссии ценных бумаг, обеспеченных ипотечными платежами, выпуск которых был сопряжен с проблемами по получению кредитного рейтинга инвестиционного уровня. Объём подобных ценных бумаг был относительно невелик, но без получения высокого кредитного рейтинга продажа подобных бумаг инвесторам не имела особого смысла — инвесторы в традиционные ипотечные бумаги обычно старались избегать рисков, что было обусловлено требованиями финансовых регуляторов и внутренней политикой инвестиционных компаний, и поэтому не горели желанием приобретать ценные бумаги не имеющих инвестиционного рейтинга.
Чтобы облегчить продажу «бумаг с промежуточными рейтингами» инвестиционные банкиры объединяли «упаковывали» их в производный тип ценной бумаги — обеспеченное долговое обязательство. Хотя исходным материалом для этих «обязательств» служили бумаги с рейтингом BBB, A- и т. д., кредитные агентства присвоили до 80 % новых траншей обеспеченных долговых обязательств наивысший кредитный рейтинг — ААА. Оставшиеся 20 % траншей обычно включались в состав сторонних выпусков обеспеченных долговых обязательств, что в результате приводило к созданию так называемых «CDO-Squared» — производные от производных ценных бумаг. Ряд журналисты квалифицировали подобные действия, как превращение «мусора в золото» или «отмыванием рейтингов».
Доверие к рейтинговым агентствам было особенно важно при выпуске обеспеченных долговых обязательств и по другой причине — с течением времени наполнение «пакета» могло меняться, поэтому финансовые управляющие, ответственные за выпуски и сопровождение обеспеченных долговых обязательств, «не всегда раскрывали информацию о том, что именно содержит тот или иной пакет». Отсутствие прозрачности не повлияло на спрос на ценные бумаги. По словам бизнес-журналистов Бетани МакЛин (англ. Bethany McLean) и Джо Носеры (англ. Joe Nocera), инвесторы «покупали не столько ценные бумаги», сколько «инвестиционный рейтинг».
Ещё одним структурированным финансовым продуктом был «синтетический обеспеченные долговые обязательства» (англ. synthetic CDO). Более дешёвые и простые в создании, чем оригинальные обеспеченные долговые обязательства, эти ценные бумаги не обеспечивали финансирование жилищного строительства. Вместо этого инвесторы, покупающие синтетические обеспеченные долговые обязательства, фактически предоставляли страховку (в виде «кредитных дефолтных свопов») от дефолта по ипотеке. Синтетические обеспеченные долговые обязательства «ссылались» на оригинальные обеспеченные долговые обязательства, и вместо того, чтобы предоставлять инвесторам процентные и основные выплаты по траншам обеспеченных ипотечными платежами бумаг, они выплачивали страховые премии, подобные выплатам по «страховке» кредитных дефолтных свопов. В случае дефолта оригинальных обеспеченных долговых обязательств инвесторы теряли свои инвестиции, которые выплачивались в качестве страховки. Поскольку синтетические сделки ссылались на сторонние обеспеченные долговые обязательств, можно было создать более одной — фактически множество — синтетических сделок, ссылающихся на один и тот же оригинал. Это многократно усиливало эффект в случае дефолта ссылающейся ценной бумаги.
И в этом случае решающее значение для успеха имело присвоение инвестиционных рейтингов «синтетическим бумагам». Покупатель «синтетических бумаг» (который часто терял свои инвестиции) редко был аналитиком, «который исследовал ипотечную ценную бумагу», знал об ухудшении стандартов проверки ипотечных кредитов или о том, что платежи, которые он получал, часто поступали от инвесторов, ставивших против платежеспособности ипотечных ценных бумаг. Как правило, в качестве инвестора выступал тот, «кто покупал рейтинг и думал, что не может потерять деньги».

### Снижение рейтингов и списание убытков
К концу 2009 года более половины обеспеченных долговых обязательств по стоимости, выпущенных в конце ипотечного пузыря (в 2005—2007 годах), которым рейтинговые агентства присвоили наивысший кредитный рейтинг, были подвергнуты процедуре «пересмотра» (англ. impaired), то есть получили «мусорный» статус (англ. junk), либо полностью списаны в качестве «убытков» (то есть не только не выплатили проценты, но и не вернули инвесторам основную сумму, которую они вложили). По оценкам Комиссии по расследованию финансового кризиса (англ. Financial Crisis Inquiry Commission), к апрелю 2010 года из всех ипотечных ценных бумаг, которым в 2006 году агентство Moody’s присвоило наивысший кредитный рейтинг 73 % были понижены до «мусорного» уровня.
Стандарты ипотечного кредитования ухудшились настолько, что в период с 2002 по 2007 год было выдано кредитов на сумму около 3,2 триллиона долларов домовладельцам с плохой кредитоспособностью и доходами, не подтвержденными документально и объединены в ипотечные платежные бумаги и обеспеченные долговые обязательства, которые получили высокий рейтинг и поэтому могли быть проданы на глобальных финансовых рынках. Считалось, что высокие рейтинги оправдываются различными мерами по повышению кредитоспособности, включая избыточное обеспечение (то есть залог, превышающий сумму выпущенного долга), страхование от дефолта по кредиту и участие инвесторов, готовых нести убытки. Однако по состоянию на сентябрь 2008 года списания и убытки банков по этим инвестициям составили 523 миллиарда долларов.
Рейтинговые агентства понизили кредитные рейтинги ипотечных ценных бумаг на сумму 1,9 триллиона долларов за период с третьего финансового квартала (1 июля — 30 сентября) 2007 года по второй квартал (1 апреля — 30 июня) 2008 года. Одно из учреждений — Merrill Lynch, продало более 30 миллиардов долларов обеспеченных долговых обязательств за 22 цента за доллар в конце июля 2008 года.
Капитализация финансовых учреждений, владеющих ценными бумагами с пониженным рейтингом, резко снизилась, что потребовало от учреждений привлечение дополнительного капитала для соответствия нормативам. Дополнительную цепную реакцию в финансовой сфере вызвали правительственные и внутренние правила, требующие от некоторых институциональных инвесторов иметь активы только инвестиционного класса (например, «BBB» и выше) — понижение рейтинга ниже этого уровня означало принудительную продажу активов и дальнейшее снижение капитализации.

## Критика
После финансового кризиса 2007—2010 годов рейтинговые агентства подверглись критике со стороны федерального правительства, экономистов и журналистов. Комиссия по расследованию финансового кризиса, созданная Конгрессом и президентом США для расследования причин кризиса и опубликовавшая отчет о расследовании финансового кризиса (англ. Financial Crisis Inquiry Report, FCIR), пришла к выводу, что «ошибки» рейтинговых агентств «Большой тройки» (англ. Big Three) были «важнейшими элементами финансового коллапса» и «пособниками финансового краха».
В отчете Комиссии по расследованию финансового кризиса заявлялось следующее:
«Ипотечные ценные бумаги, лежащие в основе кризиса, не могли продаваться без соответствующей проверки со стороны рейтинговых агентств, а инвесторы слепо полагались на присвоенные бумагам рейтинги. В некоторых случаях покупатели ориентировались на кредитные рейтинги для выполнения требований регуляторов. Этот кризис не мог произойти без рейтинговых агентств — рейтинги помогли рынку взлететь, а снижение рейтингов в 2007 и 2008 годах вызвало хаос».
Комиссар Комиссии по ценным бумагам и биржам США Кэтлин Кейси (англ. Kathleen Casey) жаловалась, что рейтинги крупных рейтинговых агентств «вводят покупателей в огромное заблуждение», но при этом агентства «наслаждались самыми прибыльными годами за последнее десятилетие».. Журнал Economist высказал мнение, что «не подлежит сомнению, что рейтинговые агентства проделали топорную работу по оценке ипотечных ценных бумаг до наступления финансового кризиса».
Экономист Джозеф Стиглиц считал, что «рейтинговые агентства были одним из главных виновников ипотечного кризиса… Именно они провели „магические операции“, в результате которых ценные бумаги „мусорного уровня“ превратились в высоконадёжные. Банки не смогли бы провернуть подобные операции без соучастия рейтинговых агентств». В своей книге о кризисе — «Опустел весь ад и дьяволы все тут» (англ. All the Devils Are Here: The Hidden History of the Financial Crisis) — журналисты Бетани МакЛин и Джо Носера критикуют рейтинговые агентства за то, что они «продолжали присваивать „мусорным“ ценным бумагам высокие рейтинги, даже когда ухудшилось качество проверок при выпуске ценных бумаг и когда жилищный бум превратился в откровенный пузырь».

### Судебные разбирательства
Десятки исков, связанных с претензиями по поводу недостоверных рейтингов, были поданы инвесторами против рейтинговых агентств. Среди истцов были: штат Огайо — 457 миллионов долларов, служащие штата Калифорния — 1 миллиард долларов, обанкротившийся инвестиционный банк Bear Stearns (убытки в размере 1,12 миллиарда долларов от предполагаемого «мошеннических действий по завышению рейтингов ценных бумаг»),) страховые компании. Федеральное правительство США также является истцом (иск к агентству Standard & Poor’s на 5 миллиардов долларов за «искажение кредитного риска сложных финансовых продуктов»).

### Действия Комиссии по ценным бумагам и биржам США
11 июня 2008 года Комиссия по ценным бумагам и биржам США предложила обновлённые правила, призванные устранить предполагаемый конфликт интересов между рейтинговыми агентствами и эмитентами структурированных ценных бумаг. Предложение, в частности, запрещало рейтинговому агентству присваивать рейтинг структурированному продукту, если нет информации об активах, лежащих в основе продукта, запрещало рейтинговым агентствам структурировать те же продукты, которые они оценивают, и требовало публичного раскрытия информации, которую рейтинговое агентство использует для определения рейтинга структурированного продукта, включая информацию о базовых активах. Последнее требование призвано облегчить процедуру получения рейтингов для структурированных ценных бумаг рейтинговыми агентствами, не получающими вознаграждения от эмитентов.
После десятимесячного расследования Комиссия по ценным бумагам и биржам США 3 декабря 2008 года одобрила меры по усилению надзора за рейтинговыми агентствами, которое выявило «существенные недостатки в практике присвоения рейтингов», включая конфликты интересов.

## Объяснения неточных рейтингов
Комиссия по расследованию финансового кризиса установила, что на кредитные рейтинги агентств влияют «несовершенные компьютерные модели, давление со стороны финансовых фирм, которые платят за рейтинги, неустанное стремление к захвату доли рынка, нехватка ресурсов для выполнения работы и отсутствие общественного надзора». МакЛин и Носера обвинили в снижении кредитных рейтингов «эрозию стандартов, снижении скептицизма к новым финансовым инструментам, жажду больших гонораров и захвату доли рынка, а также неспособность противостоять инвестиционным банкам, выпускающим ценные бумаги».

#### Снижение стандартов проверок при выпуске ценных бумаг
По словам одного из руководителей Комиссии по расследованию финансового кризиса структурированные инвестиционные ипотечные ценные бумаги для рейтинговых агентств были «курицей, несущей золотые яйца». Агентства зарабатывали в три раза больше на присвоении рейтингов структурным продуктам, чем на корпоративных облигациях. Помимо доходов от присвоения кредитных рейтингов, агентства часто зарабатывали от 300—500 тысяч до миллиона долларов за создание структурированного инвестиционного механизма. К 2007 году на этот бизнес приходилось порядка половины всех доходов одного из крупнейших агентств — Moody’s. Но всегда существовала опасность упустить этот прибыльный бизнес, так как эмитенты сталкивали между собой три крупных кредитных агентства, «перебирая» варианты в поисках лучших рейтингов.
Бывший вице-президент и старший кредитный специалист Moody’s Ричард Михалек (англ. Richard Michalek) на слушаниях Комиссии по расследованию финансового кризиса свидетельствовал, что «над нами постоянно висела угроза потери доли рынка в пользу конкурентов, что в итоге приводило к „загрублению“ при оценках рисков». На вопрос о том, часто ли инвестиционные банки угрожали отозвать свой бизнес, если они не получат желаемый рейтинг, бывший управляющий директор Moody Гэри Витт (англ. Gary Witt) заявил:
«О Боже, вы шутите? Постоянно. Я имею в виду, что это обычное дело. Инвестбанкиры постоянно угрожают вам. . . . Это типа: „Ну, в следующий раз мы просто пойдем с Fitch и Standard & Poor’s“.
В одном из электронных писем агентства Standard & Poor’s, отправленных банкиром, выпускающим ценные бумаги, разгневанным возможным пересмотром рейтингов ипотечных жилищных бумаг, говорилось: „Слышал, что ваши рейтинги могут быть на пять пунктов ниже эквивалента moddys [sic!] и это убьет ваш бизнес. Придется нам пользоваться услугами ваших конкурентов“.
Другое электронное письмо между коллегами из Standard & Poor’s, написанное до того, как лопнул пузырь, свидетельствует о том, что они понимали, что произойдет с ценными бумагами, которым они присваивали высшие рейтинги: „Рейтинговые агентства продолжают создавать ещё бОльшего монстра — рынок обеспеченных долговых обязательств. Будем надеяться, что к тому времени, когда этот карточный домик рухнет, мы все будем богаты и на пенсии“.

#### Конфликты интересов
Критики утверждают, что у агентств существует конфликт интересов — конфликт между удовлетворением интересов клиентов, для которых более высокий рейтинг означает более высокие доходы, и точной оценкой долга в интересах покупателей долга/инвесторов, которые не приносят дохода агентствам. Будучи публично торгуемой компанией, агентства изыскивали любые возможности по увеличению прибыли. Из двух крупнейших агентств Moody’s стало публичной компанией в 2001 году, а Standard & Poor’s является частью публично торгуемой компании McGraw-Hill Companies.
Одно из исследований „6 500 рейтингов структурированных долговых обязательств“, проведенное Standard & Poor’s, Moody’s и Fitch, показало, что рейтинги агентств „предвзяты в пользу клиентов-эмитентов, которые обеспечивают агентствам больше рейтингового бизнеса. Этот результат указывает на серьезный конфликт интересов, который выходит за рамки случайных разногласий между сотрудниками“.

#### Экономия на персонале
Хотя Moody’s и другие рейтинговые агентства были довольно прибыльными — операционная рентабельность Moody’s постоянно превышала 50 %, что выше, чем у известных успешных ExxonMobil или Microsoft, а акции компании выросли на 340 % с момента выхода на биржу, зарплаты и бонусы для неруководящего состава были низкими по стандартам Уолл-стрит, а сотрудники жаловались на перегруженность работой.
По словам журналистов МакЛин и Носеры, „аналитики в области структурированного финансирования работали по 12-15 часов в день. Их зарплата составляла лишь малую часть от зарплаты младшего инвестиционного банкира. В работе находилось гораздо больше сделок, чем они могли осилить. Они были перегружены. Высшее руководство Moody’s… не расширяло штат, потому что не хотело нести расходы на сотрудников“.
Менеджер Moody’s Team Гэри Витт (англ. Gary Witt) жаловался, что „скупое“ и „прижимистое“ руководство не хотело платить за опытных сотрудников. „Проблема найма и удержания хороших сотрудников была неразрешимой. Инвестиционные банки часто забирали наших лучших сотрудников. Насколько я помню, нам никогда не выделяли средств на составление встречных предложений. У нас практически не было возможности проводить значимые исследования“. Отвечая на вопрос Комиссии по расследованию финансового кризиса, президент Moody’s Брайан Кларксон (англ. Brian Clarkson) признал, что в инвестиционных банках платят больше, чем в его агентстве, поэтому удержание сотрудников было „непростой задачей“.

#### Манипуляции с рейтингами
Журналист Майкл Льюис утверждал, что низкая зарплата сотрудников рейтинговых агентств позволяла эмитентам ценных бумаг манипулировать рейтингами. Майкл Льюис приводит слова одного из трейдеров Goldman Sachs, ставшего менеджером хедж-фонда, который сказал ему: „Тот, кто не может найти работу на Уолл-стрит, находит работу в Moody’s“, поскольку в Moody’s платят гораздо меньше. И это несмотря на то, что работа в Moody’s — или в любом другом рейтинговом агентстве — давала аналитику право повышать или понижать рейтинг ценной бумаги, тогда как рекомендации более высокооплачиваемых аналитиков в инвестиционных банках Уолл-стрит не имели такого влияния на рынок. Однако разница в оплате означала, что „самые умные“ аналитики рейтинговых агентств „уходили в фирмы Уолл-стрит, где они могли использовать свои знания (о критериях оценки ценных бумаг) для манипулирования компаниями, на которые они работали“. Следовательно, на Уолл-стрит было широко известно, что „внутренняя работа“ рейтинговых моделей, используемых рейтинговыми агентствами, хотя и „официально является секретом“, „может применяться в полный рост“. По крайней мере одна из инвестиционных компаний, которая с огромным успехом делала ставки против кредитных рейтингов агентств, считала, что „так делают многие“.
На вопрос Комиссии по расследованию финансового кризиса о „высокой текучести кадров“ из-за которой рейтинговые агентства часто имели дело со своими бывшими коллегами, на этот раз в качестве клиентов, представители Moody’s заявили, что их сотрудникам запрещено оценивать сделки банка или эмитента, пока они проходят собеседование на работу в этом конкретном учреждении, но уведомление руководства о любом таком собеседовании входит в обязанности сотрудника. После получения работы в инвестиционном банке бывшим сотрудникам запрещалось взаимодействовать с Moody’s по „тем сериям сделок, которые они оценивали во время работы в агентстве“, но не по любым другим сделкам с Moody’s.

##### Варианты манипуляций
По словам менеджеров хедж-фондов, с которыми общался Майкл Льюис и которые делали ставки против ипотечных ценных бумаг, существовал ряд „манипуляций“ или „обратной разработки“ моделей рейтинговых агентств.
Рейтинговые агентства оценивали кредитоспособность пула кредитов, частично рассматривая средние значения кредитных баллов заемщиков, входящих в состав ценных бумаг. Агентства использовали методику компании Fair Isaac Corporation (FICO) — самую известную и широко распространенную модель кредитных баллов». Средний балл FICO должен был составлять около 615, чтобы пул кредитов соответствовал минимальному стандарту рейтинговых агентств и допускал максимальный процент траншей с наивысшим рейтингом.
Хотя использование среднего значения было менее трудоемким, чем получение списка индивидуальных оценок заёмщиков или определение стандартного отклонения по совокупности оценок, оно не давало полезной информации. Пул кредитов, состоящий из заёмщиков, каждый из которых имел балл FICO 615, скорее всего, имел гораздо меньше дефолтов, чем пул кредитов с тем же средним баллом, но с большим разбросом — например, состоящий из заемщиков, половина из которых имела баллы FICO 550 и половина 680, поскольку тот, кто получил балл FICO ниже 550, «был практически уверен в дефолте». Зная об этом ограничении модели оценки, эмитенты ценных бумаг, которые больше не могли найти семьи с высоким баллом FICO, желающие получить ипотечный кредит, нашли другие способы повысить средний балл по пулу.ef name=short/>
Одним из способов было убедить иммигрантов покупать дома. Люди, прожившие в стране недолго, часто «никогда не выплачивали долги, потому что им никогда не давали кредитов». У таких людей были удивительно высокие баллы FICO, если не принимать во внимание короткую кредитную историю. Рейтинговые агентства просто начали игнорировать баллы FICO у недавних иммигрантов, а также личный доход или доход домохозяйства. Таким образом, иммигранты с низким доходом увеличивали процентную долю кредитов, которые могли получить наивысший рейтинг, и объясняли неправдоподобно звучащие сообщения прессы о том, что «мексиканскому сборщику клубники с доходом в 14 000 долларов и отсутствием английского языка одолжили деньги, необходимые для покупки дома за 724 000 долларов».
Наиболее распространённые типы манипуляций
- Moody’s Standard & Poor’s отдавали предпочтение «ипотечным кредитам с плавающей ставкой перед ипотечными кредитами с фиксированной ставкой»;
- недооценка внешних факторов (был ли кредит выдан на бурно развивающемся рынке недвижимости или на спокойном);
- наличие у кредитора «скрытого кредита», то есть нераскрытого второго ипотечного кредита,[75] в результате которого у домовладельца не остается собственного капитала, а значит, нет финансового стимула не отказываться от дома в случае снижения цен на недвижимость;
- мошенничество с документами.[72]

«Модели, используемые рейтинговыми агентствами, изобилуют подобными манипуляциями, и вся хитрость заключалась в том, чтобы найти их до того, как это сделают другие эмитенты ценных бумаг», утверждал Майкл Льюис.

## Последствия
В 2006 году был принят Закон о реформе кредитно-рейтинговых агентств (англ. Credit Rating Agency Reform Act), призванный ограничить монополию «Большой тройки» агентств — Standard & Poor’s, Moody’s и Fitch — за счет упрощения процедуры получения статуса «национально признанного» рейтингового агентства.
Однако в 2013 году газета McClatchy Newspapers обнаружила, что «в области рейтингования сложных ипотечных ценных бумаг, крах которых привел к финансовому кризису 2007 года, конкуренция практически отсутствует». За 12 месяцев, закончившихся в июне 2011 года, Комиссия по ценным бумагам и биржам США сообщила, что «Большая тройка» присвоила 97 % всех кредитных рейтингов, что лишь на 1 % меньше, чем 98 % в 2007 году. Критики указывали, что критерии присвоения рейтинговому агентству статуса «национально признанной статистической рейтинговой организации»" были написаны «не установленным должностным лицом одного из трех крупных рейтинговых агентств» и являются настолько сложными, что «не позволили по крайней мере одному потенциальному конкуренту получить одобрение и отбили у других желание даже подавать заявку». Бывший председатель Федеральной резервной системы Пол Волкер в статье о банковской деятельности и недостатках посткризисной финансовой реформы, опубликованной в сентябре 2013 года, посетовал, что «не было проведено никакой значимой реформы рейтинговых агентств». Весной 2013 года Moody’s и Standard & Poor’s урегулировали два долгих судебных иска, «требующих возложить на них ответственность за введение инвесторов в заблуждение относительно безопасности рискованных долговых обязательств, которые они рейтинговали». Иски были поданы в 2008 году и требовали возмещения ущерба на сумму более 700 миллионов долларов. Условия урегулирования в обоих случаях не раскрывались, и иски были отклонены, что означает, что они не могут быть предъявлены вновь. По состоянию на сентябрь 2013 года другие иски все еще не рассмотрены.
В десятках исков, поданных против них инвесторами по поводу недостоверных рейтингов, рейтинговые агентства защищались, используя защиту по Первой поправке (на основе прецедента New York Times Co. v. Sullivan). В созданном прецеденте утверждается, что кредитный рейтинг является мнением, защищаемым как свобода слова, и требует от истцов доказательства фактического злого умысла со стороны агентства. Однако некоторые сомневаются, что эта защита в конечном итоге одержит верх.
По мнению обозревателя Флойда Норриса (англ. Floyd Norris), по крайней мере одно рейтинговое агентство — Standard & Poor’s — отреагировало на кредитный кризис, ужесточив свои стандарты и пожертвовав долей рынка, чтобы восстановить репутацию, после чего вновь ослабило стандарты, «чтобы получить больше бизнеса», утроив свою долю рынка в первой половине 2013 года. По мнению Норриса, для того чтобы рейтинговые франшизы чего-то стоили, они должны казаться инвесторам заслуживающими доверия. Но как только они преодолеют это минимальное препятствие, они получат больше бизнеса, если будут менее щепетильны, чем их конкуренты.